# Lissoclinum tuheiavae
Lissoclinum tuheiavae är en sjöpungsart som beskrevs av Monniot 1987. Lissoclinum tuheiavae ingår i släktet Lissoclinum och familjen Didemnidae. Inga underarter finns listade i Catalogue of Life.